# Crowea exalata
Crowea exalata är en vinruteväxtart. Crowea exalata ingår i släktet Crowea och familjen vinruteväxter.

## Underarter
Arten delas in i följande underarter:
- C. e. exalata
- C. e. magnifolia
- C. e. obcordata
- C. e. revoluta